# Jim Vesey
Jim Vesey (n. 29 octombrie 1965, Charlestown, Comitatul Suffolk, Massachusetts, SUA) este un jucător american de hochei pe gheață.